# 笠原邦彦
笠原 邦彦（かさはら くにひこ、1941年 - ）は、日本の折り紙作家。長野県岡谷市生まれ。日本大学芸術学部放送学科卒。
学生時代に「現代おりがみ」と禅僧で折り紙作家の内山興正に出会ったことが、折り紙にはまったきっかけとなる。日本折紙協会の前身、日本折り紙作家協会（1969 - 1973）では、事務局長を務めていた。1986年には国際交流基金によりブラジル、チリに講師として派遣された。
紙を切らずに何度も折り返したりすることで非常に緻密な作品を生み出す。作品によっては完成までに数時間を要するものもある。代表作は「かに」「うし」などで、これまで数多くの作品を創作している。ユニット折り紙や、秘傳千羽鶴折形の研究でも知られる。

## 著書
以下の一覧は、全著作のうちのほんの一部である。英語の著書もある。
- おりがみ新発見（1）半開折り・回転折り・非対称の形（日貿出版社）ISBN 978-4817080851
- おりがみ新発見（2）キューブの世界（日貿出版社）ISBN 978-4817080868
- おりがみ新発見（3）古典から最新作まで300年の絵巻（日貿出版社）ISBN 978-4817080875
- 長方形で折る（日貿出版社）ISBN 978-4817081483
- コピー用紙で折る（日貿出版社）ISBN 978-4817081308
- スーパー長方形おりがみ（日貿出版社）ISBN 978-4817081193
- 折り紙超難解マニア向き作品集（すばる書房） - 笠原の傑作と評される著書
- 最新・たのしい折紙のすべて（日本文芸社）ISBN 978-4537015348
- ここまでできる「おりがみ」の魅力と不思議（技術評論社）ISBN 9784774118802
- 笠原邦彦のハッピーおりがみ（みずうみ書房）ISBN 978-4838086016
- 母と子のおりがみの本（盛光社）1966年ISBN 978-4385410173
- おもちゃばこ（おりがみファミリーきょうしつ７）青山みるく絵サンリオ 1990年ISBN 978-4387900214
- ビバ! おりがみ　前川淳 (折り紙)著　笠原邦彦編、サンリオ、1983年 ISBN 4387891165
- 月刊かがくのとも1999年4月号　「いろいろおりがみ」たるいしまこ絵　福音館